# Bisdom Riobamba
Het bisdom Riobamba (Latijn: Dioecesis Rivibambensis) is een rooms-katholiek bisdom met als zetel Riobamba, in Ecuador. Het bisdom is suffragaan aan het aartsbisdom Quito. 

## Geschiedenis
Het bisdom werd opgericht op 29 december 1862, als het bisdom Bolivar, uit delen van het bisdom Cuenca. Op 25 augustus 1955 veranderde het van naam naar bisdom Riobamba. 

## Parochies
Het bisdom had in 2020 een oppervlakte van 7.014 km2 en telde 524.004 inwoners waarvan 93,0% rooms-katholiek was.

## Bisschoppen
- José Ignacio Ordóñez (22 juni 1866 - 1879)
- Arsenio Andrade y Landázuri (13 november 1884 - 14 oktober 1905)
- Andrés Machado (16 november 1907 - 28 april 1916)
- Ulpiano María Pérez y Quiñones (4 december 1916 - 27 december 1918)
- Carlos María Javier de la Torre (21 augustus 1919 - 20 december 1926; kardinaal in 1953)
- Alberto Maria Ordóñez Crespo (5 december 1930 - 7 januari 1954)
- Leonidas Eduardo Proaño Villalba (18 maart 1954 - 20 maart 1985)
- Victor Alejandro Corral Mantilla (4 september 1987 - 28 februari 2011; hulpbisschop sinds 14 januari 1982)
  - Fausto Feliciano Gaibor García (hulpbisschop: 31 oktober 2006 - 3 mei 2011)
- Julio Parrilla Díaz (12 januari 2013 - 28 april 2021)
  - Gerardo Miguel Nieves Loja (coadjutor: 27 oktober 2020 - 28 april 2021)
- José Bolivar Piedra Aguirre (21 september 2022 - heden; apostolisch administrator sinds 28 april 2021)

## Galerij van afbeeldingen

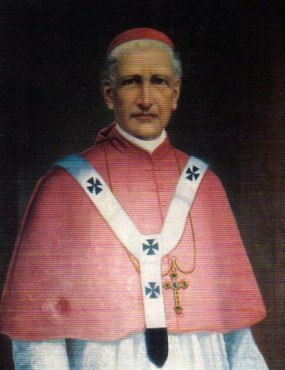
Bisschop José Ignacio Ordóñez (1866-1879), de eerste bisschop
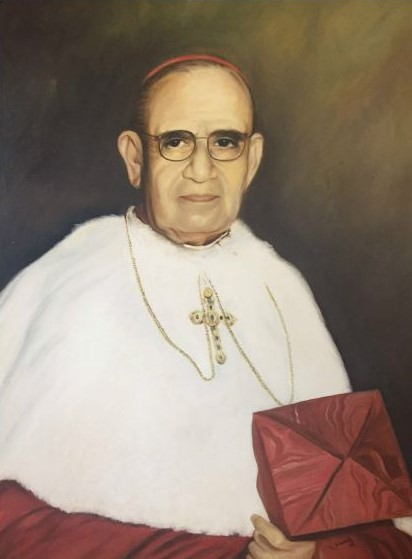
Bisschop Carlos María Javier de la Torre (1919-1926); kardinaal gecreëerd in 1953
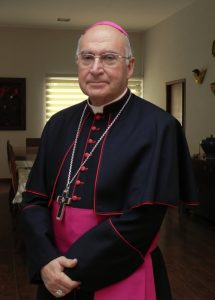
Bisschop Julio Parrilla Díaz (2013-2021)

Quito (aartsbisdom) · Ambato · Guaranda · Ibarra · Latacunga · Riobamba · Tulcán